# Харіварман
Харіварман (д/н — бл. 530) — дхармамагараджахіраджа держави Кадамба в 519—530 роках.

## Життєпис
Син дхармамагараджахіраджи Раві-вармана. Спадкував владу близько 519 року. Згідно написів його правління було мирним. Оскільки найбільш небезпечні сусіди були переможені його батьком, то Харіварман зосередився на внутрішніх питаннях.
Близько 530 року був переможений і повалений родичем Крішнаварманом II з гілки Трипарвата, який тим самим відновив єдність держави Кадамба. Але вже 540 року того в свою чергу було переможено своїм васалом Пулакешином I Чалук'я з Бадамі.
Представники поваленої династії утворили напівнезалежні князівства в Халасі (існувало до 1250 року), Гоа (до 1310 року), Хангала (до 1118 року). Останнє володіння до початку XI ст. розпалося в свою чергу на Вайнада, Белура, Банкапуру, Бандалику, Чандавару, Уччангі.